# Американская пропаганда

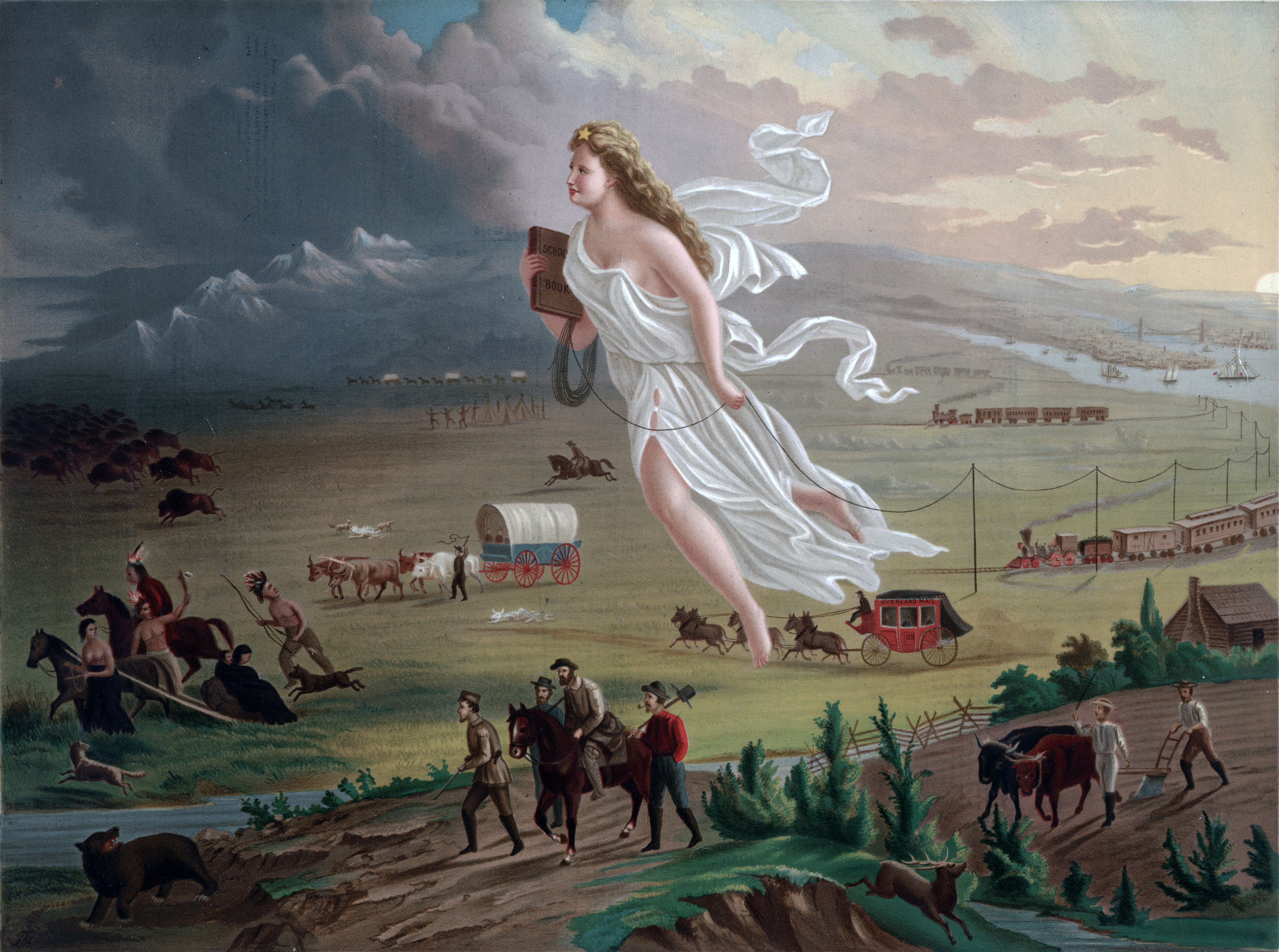
Картина Джона Гаста, «Американский прогресс», 1872 год.

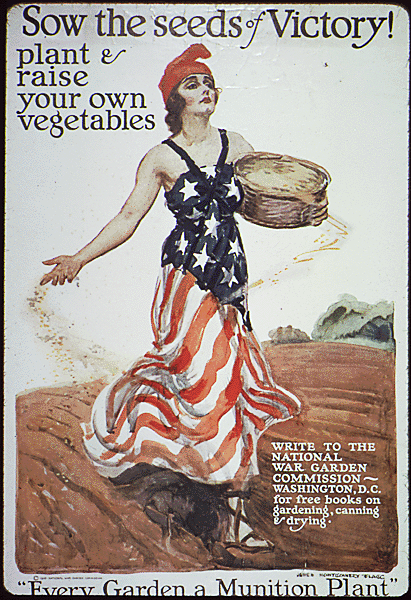
Пропагандистский плакат, США, 1918 г. «Сейте семена победы!»

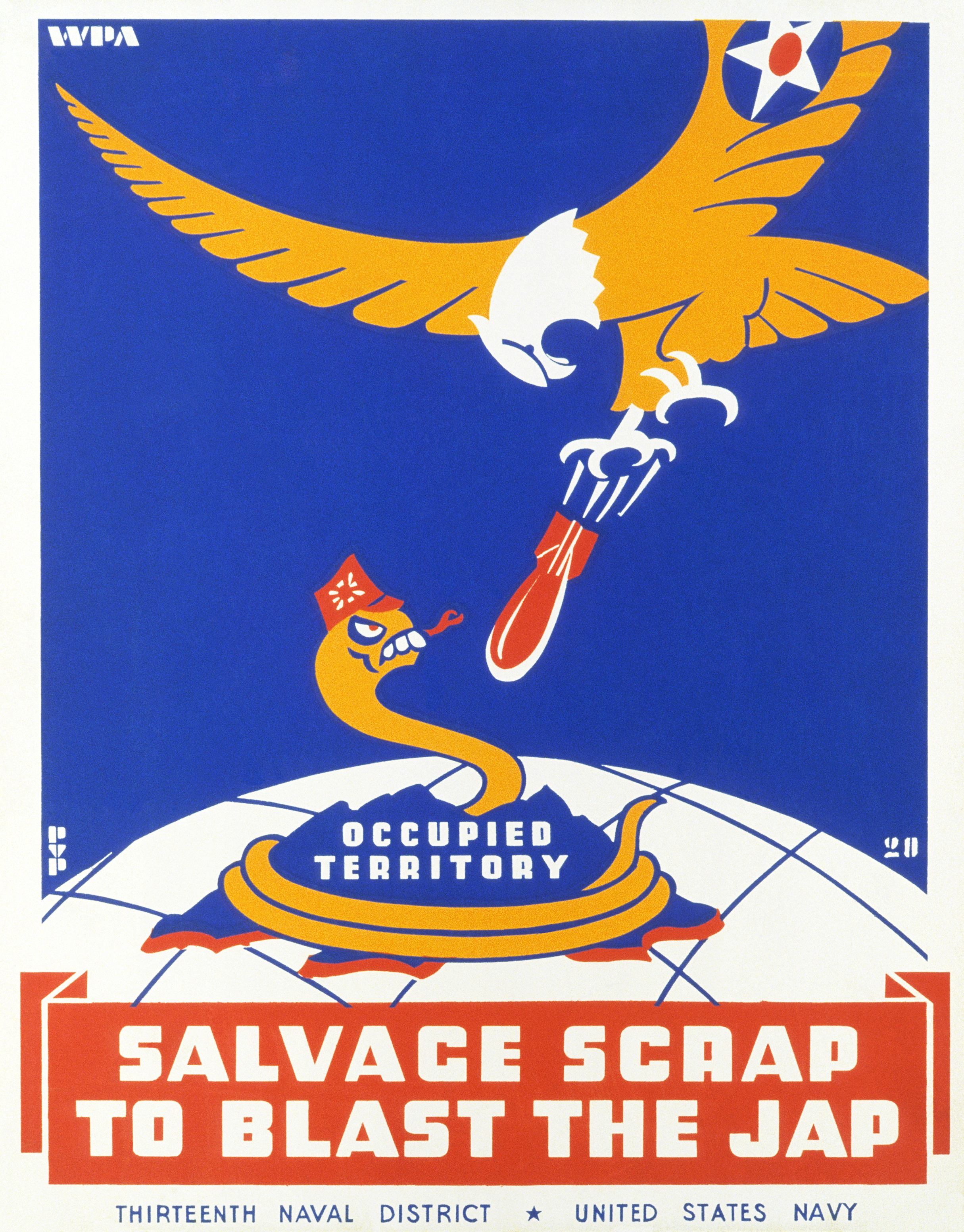
Пропагандистский плакат, США, 1941 г. «Спасай лом с корабля чтоб япа взорвать»

Пропаганда в США осуществляется правительством и разнообразными частными лицами и организациями. На протяжении всей своей истории и по сей день правительство Соединенных Штатов распространяло различные формы пропаганды как для внутренней, так и для международной аудитории. Правительство США на протяжении всей своей истории вводило различные внутренние запреты на пропаганду, однако некоторые комментаторы подвергают сомнению степень соблюдения этих запретов.

## Каналы пропаганды

### Новостные СМИ
В США существует множество новостных источников, большинство из которых управляется частными компаниями. Крупнейшие медиакомпании — это «Большая тройка» телерадиовещательных компаний — NBC, CBS и ABC, а также кабельные новостные каналы — CNN и MSNBC.Сравнительно недавно появившийся канал Fox News часто обвиняют в предвзятости и поддержке правых и праворадикальных политических сил.
Согласно пропагандистской модели Эдварда С. Германа и Ноама Хомски, частные медиакомпании обслуживают экономические и политические интересы крупных компаний, которые либо являются владельцами данных СМИ, либо их клиентами (см. «Производство согласия»).

### Компьютерные игры
По оценке российского майора В. Макаренковой[кто?] (журнал «Зарубежное военное обозрение»), одним из новых каналов пропаганды являются видеоигры. Йохан Хёйзинга писал о том, что развлечения в XX веке всё чаще используются в целях пропаганды и политических манипуляций. Развлечение перестало быть «чистой» игрой, имеющей цель в самой себе. К развлечениям стали относиться утилитарно.

### Интернет
Как утверждает российский политолог Павел Данилин, правительство США планирует распространить «войну идей» на популярные интернет-сайты, блоги и чаты в русскоязычном сегменте интернета. Такие планы были высказаны в выступлении заместителя государственного секретаря по вопросам общественной дипломатии и общественным вопросам Джеймса К. Глассман на брифинге по вопросам общественной дипломатии США и войне идей (Вашингтон, округ Колумбия, 28 октября 2008).

## Правительственная пропаганда
Уже в 1948 году, закон Смита-Мундта запретил распространение внутри США пропаганды, предназначенной для населения других стран. Однако, до 1972 года американское правительство могло распространять пропаганду, специально подготовленную для внутренней аудитории, через Конгресс, СМИ и школы.
Главным органом, контролирующим и направляющим информационную политику медиа США, является Совет управляющих по вопросам вещания.

### До Второй мировой войны

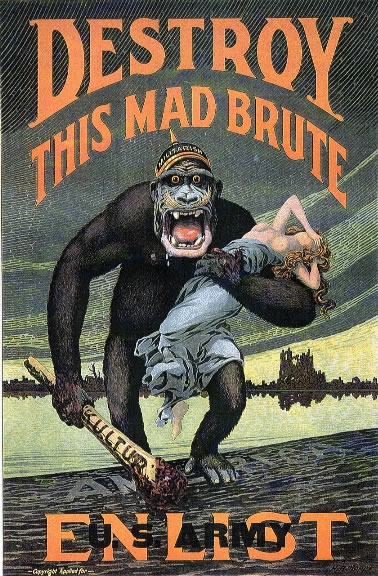
Американский антинемецкий плакат времён Первой мировой войны
«Уничтожь эту безумную скотину.
Запишись в армию США»

Первое пропагандистское агентство США, Комитет общественной информации, было создано президентом Вудро Вильсоном в апреле 1917 года, во время Первой мировой войны и просуществовало до августа 1919 года.

### Во время Второй мировой войны
Во время Второй мировой войны в США была создана Канцелярия военной информации (англ. Office of War Information, OWI), просуществовавшая с июня 1942 года до сентября 1945 года.
Основной машиной внутренней пропаганды во время войны был, однако, Совет военных писателей, который хотя формально и являлся частной организацией, но финансировался американским правительством через Канцелярию военной информации.

### Холодная война
Итоги холодной войны, по словам кандидата в президенты США в 2008 году, сенатора Джона Маккейна, во многом решила массированная пропаганда американских ценностей, эффективным орудием которой было агентство ЮСИА, учрежденное в 1953 году при Госдепе. Это агентство занималось всеми вопросами пропаганды за рубежом до 1999 года.

### После Холодной войны
По сообщению «РБК daily», в 2008 году в США началась работа по воссозданию централизованной системы пропагандистской работы с зарубежной аудиторией. О том, что работа по созданию централизованного пропагандистского органа, аналогичного по функциям USIA, перешла в практическую плоскость, сообщил в марте 2008 года руководитель вашингтонского The Center For Security Policy Фрэнк Гаффни. По его словам, подготовка соответствующего законопроекта начата в комитете по международным делам палаты представителей конгресса США.
В 2009 году доктор политических наук И. Н. Панарин заявил, что американская пропаганда весьма эффективна и способна целенаправленно воздействовать на европейские СМИ. По его мнению, согласованность и синхронность выступления американских и европейских СМИ во время войны в Грузии свидетельствует о том, что план информационного прикрытия кампании в Грузии разрабатывался не менее года, а информационная агрессия направлялась руководством США.

## Пропаганда в интернете
Издание РБК, со ссылкой на британскую The Guardian, пишет, что армия США в скором будущем будет оснащена специальным программным обеспечением, ориентированным на проведение проамериканской пропаганды через социальные сети и различные блоги. Данная технология сделает возможным вести секретную блогерскую деятельность на зарубежных сайтах. Например, такое ПО будет противодействовать распространению пропаганды за пределами США, поможет кампаниям по дезинформации или хакерским атакам. В рамках этой программы будут создаваться вымышленные виртуальные личности в Twitter, Facebook и других соцсетях, которые по всем внешним признакам будут казаться обычными пользователями из разных стран и иметь убедительную легенду. Под контролем одного военного будет до десяти онлайн-персонажей.
В январе 2022 года Твиттер и Meta удалили десятки аккаунтов, которые использовались для продвижения интересов США за рубежом как часть «первой крупной тайной проамериканской пропагандистской кампании». Аккаунты продвигали идеи в поддержку США и их союзников, также выступая против таких стран, как Россия, Китай и Иран.

### Внешняя политика и военные операции
Без интенсивной информационной подготовки и последующей PR-поддержки не обходится ни одна операция американских войск. Термин «информационная война» был введён в оборот директивой министра обороны США (DODD 3600 от 21 декабря 1992 г.). В октябре 1998 г. МО США провозгласило «Объединённую доктрину информационных операций». В число сфер ведения боевых действий, помимо земли, моря, воздуха и космоса, теперь включалась и инфосфера. В США было признано целесообразным наличие «информационно-психологического обеспечения боевых действий». Формирование общественного мнения, обеспечивающего одобрение и поддержку военных акций собственного правительства, является основной задачей специалистов по связям с общественностью. В работе, посвященной службе PR в вооружённых силах США, профессор Академии военных наук и Военного университета МО РФ Владимир Газетов пишет, что американские журналисты убеждены в том, что «пока CNN не объявило о победе американских войск, победы нет». Усилению деятельности отделов по связям с общественностью послужило решение МО США о создании информационно-пропагандистской группы оперативного реагирования. Задачей формируемой из лучших PR-специалистов структуры, уже получившей название «информационного спецназа Пентагона», будет немедленное (в течение 48 часов) прибытие на место предполагаемой военной операции для создания благоприятного идеологического фона в её освещении средствами массовой информации.
Так, Американское военное ведомство поручило исследовательской организации The Rand Corporation найти ответ на вопрос как изменить имидж своих солдат в Ираке, превратив их из «оккупантов» в «освободителей». Эксперты Rand посоветовали Пентагону уделять больше внимания таким рекламным техникам, как брендинг, мониторинг удовлетворенности потребителя и вовлечение, знание целевой аудитории. О сходстве стратегий продажи и пропаганды говорили и ранее (например, Эдвард Стронг).